# Markus Schmidt
Markus Schmidt (Innsbruck, 23 de octubre de 1968) es un deportista austríaco que compitió en luge en las modalidades individual y doble.
Participó en dos Juegos Olímpicos de Invierno, obteniendo una medalla de bronce en Albertville 1992, en la prueba individual, y el séptimo lugar en Lillehammer 1994, en la prueba doble.
Ganó dos medallas en el Campeonato Mundial de Luge, oro en 1996 y plata en 1991, y cuatro medallas en el Campeonato Europeo de Luge entre los años 1992 y 1996.

## Palmarés internacional
| Juegos Olímpicos   | Juegos Olímpicos      | Juegos Olímpicos  | Juegos Olímpicos |
| Año                | Lugar                 | Medalla           | Prueba           |
| ------------------ | --------------------- | ----------------- | ---------------- |
| 1992               | Albertville (Francia) | Medalla de bronce | Individual       |
| Campeonato Mundial |                       |                   |                  |
| Año                | Lugar                 | Medalla           | Prueba           |
| 1991               | Winterberg (Alemania) | Medalla de plata  | Equipo           |
| 1996               | Altenberg (Alemania)  | Medalla de oro    | Equipo           |
| Campeonato Europeo |                       |                   |                  |
| Año                | Lugar                 | Medalla           | Prueba           |
| 1992               | Winterberg (Alemania) | Medalla de plata  | Equipo           |
| 1994               | Königssee (Alemania)  | Medalla de bronce | Equipo           |
| 1996               | Sigulda (Letonia)     | Medalla de plata  | Equipo           |
| 1996               | Sigulda (Letonia)     | Medalla de bronce | Individual       |